# Christ Church Cathedral, Montréal
Christ Church Cathedral är en kyrka i Montréal i Kanada. Den är i nygotisk stil, och ritades av Frank Wills. Den tidigare kyrkan hade förstörts av en brand 1856.
Vid kyrkan finns en stor bronsbyst av Raoul Wallenberg.